# Éditions Alternatives
Pour les articles homonymes, voir Alternative.
 (décembre 2020).
Si vous disposez d'ouvrages ou d'articles de référence ou si vous connaissez des sites web de qualité traitant du thème abordé ici, merci de compléter l'article en donnant les références utiles à sa vérifiabilité et en les liant à la section « Notes et références ».
Les éditions Alternatives sont une maison d'édition française créée en 1975.  

## Historique
Dès 1975, elles publient le Catalogue des Ressources qui fut un grand succès.
Les éditions Alternatives ont aujourd'hui publié plus de 900 titres.
Initialement engagées politiquement, elles publient aujourd'hui des thèmes tels que l'écologie pratique, l'architecture, le design, les arts urbains, la photo, la calligraphie, les guides pratiques, la littérature illustrée, l'art culinaire...
En 2006, les éditions Alternatives ont rejoint le groupe Gallimard.

## Art urbain
Depuis de nombreuses années, une partie du catalogue des éditions Alternatives est consacrée à l'art urbain. Elles ont édité JR, Miss.Tic, Jef Aérosol, Thoma Vuille, Speedy Graphito, Fafi, etc.